# HMS Jervis (F00)
HMS Jervis (H00) là một soái hạm khu trục, chiếc dẫn đầu của lớp tàu khu trục J được Hải quân Hoàng gia Anh Quốc chế tạo vào cuối những năm 1930. Được đặt tên theo Đô đốc John Jervis (1735–1823), nó đã phục vụ trong Chiến tranh Thế giới thứ hai cho đến khi xung đột kết thúc, được tặng thưởng 13 Vinh dự Chiến trận. Sau chiến tranh Jervis được đưa về lực lượng dự bị, hoạt động như tàu huấn luyện học viên sĩ quan, và bị tháo dỡ vào năm 1956.

## Thiết kế và chế tạo
Jervis được đặt lườn bởi hãng R. and W. Hawthorn, Leslie and Company, Ltd. ở Hebburn-on-Tyne vào ngày 26 tháng 8 năm 1937. Nó được hạ thủy vào ngày 9 tháng 9 năm 1938 và nhập biên chế cùng Hải quân Hoàng gia vào ngày 8 tháng 5 năm 1939, bốn tháng trước khi nổ ra xung đột. Được thiết như là soái hạm khu trục để chỉ huy các tàu khu trục lớp J, vốn được dự định sẽ hình thành nên Chi hạm đội 7, Jervis giống hệt như tương tự như con tàu chị em HMS Kelly dẫn đầu lớp K và tương tự như chiếc HMAS Napier dẫn đầu lớp N. Cho dù có thành tích vụ phục vụ trong chiến tranh rất ấn tượng với 13 Vinh dự Chiến trận, một thành tích chỉ thua kém một chiếc khác, nó hầu như không được biết đến so với con tàu chị em nổi tiếng.

## Lịch sử hoạt động

### Giai đoạn đầu chiến tranh
Khi chiến tranh nổ ra vào tháng 9 năm 1939, Jervis đang ở dưới quyền chỉ huy của Hạm trưởng, Đại tá Hải quân Philip Mack, và là soái hạm của Chi hạm đội Khu trục 7 đặt căn cứ tại Humber. Sáu tháng đầu tiên của cuộc chiến tranh bao gồm các cuộc càn quét dọc Bắc Hải, trong một hoàn cảnh thời tiết phức tạp vốn đưa đến một loạt các cơn bão và các vụ va chạm. Trong giai đoạn này, chiếc tàu khu trục bắt giữ được ba tàu buôn đối phương mưu toan vượt phong tỏa, bao gồm một chiếc vào ngày thứ hai của chiến tranh, và đã giúp vào việc tìm kiếm chiếc SS City of Flint.

### 1940
Vào tháng 3 năm 1940, nó mắc tai nạn va chạm với chiếc SS Tor, một tàu hàng Thụy Điển, khiến phải vào ụ tàu để sửa chữa trong ba tháng. Vào lúc này Đại tá Mack chỉ huy chi hạm đội từ chiếc Janus, và vào tháng 5 đã lên đường đi sang Địa Trung Hải để chỉ huy Chi hạm đội Khu trục 14. Cũng vào khoảng thời gian này, ký hiệu lườn của Jervis được đổi thành G00. Sau khi hoàn tất chạy thử máy sau sửa chữa, vào tháng 7, nó gia nhập trở lại chi hạm đội tại Malta, nơi Mack chuyển cờ hiệu của mình trở lại Jervis. Trong hai năm tiếp theo, chiếc tàu khu trục tích cực trong các nhiệm vụ càn quét dọc bờ biển, bắn phá các mục tiêu trên bờ hỗ trợ cho lục quân, bảo vệ các đoàn tàu vận tải đi Malta, và hộ tống cho các cuộc chuyển quân của các tàu chiến chủ lực.

### 1941
Vào năm 1941, Jervis tham gia một loạt các hoạt động của hạm đội. Vào tháng 3, nó có mặt trong Trận chiến mũi Matapan, nơi nó tham gia vào việc phá hủy chiếc tàu tuần dương Ý Zara, vốn bị tiêu diệt bởi đạn pháo hạng nặng trong khi đang tìm cách trợ giúp cho chiếc tàu tuần dương Pola, vốn trúng phải một quả ngư lôi phóng từ máy bay. Sau đó Jervis cặp mạn Pola và đổ bộ sang nó, chuyển những người bị thương rồi cùng với tàu khu trục Nubian phóng ngư lôi đánh chìm Pola. Sang tháng 4, nó dẫn đầu lực lượng đánh chặn và tiêu diệt một đoàn tàu vận tải phe Trục trong Trận chiến vận tải Tarigo. Đến tháng 5, nó có mặt trong Trận Crete, nơi nhiều tàu chiến của Hải quân Hoàng gia Anh bị mất, trong đó có tàu chị em Kelly. Sang mùa Hè, nó thực hiện những chuyến đi tiếp liệu đến Tobruk đang bị phong tỏa; và vào tháng 12, nó dẫn đầu các tàu khu trục trong Trận Sirte thứ nhất. Khi quay trở về Alexandria, nó bị hư hại trong vụ đột kích bằng người nhái Ý vốn cũng gây hư hại cho các thiết giáp hạm Queen Elizabeth và Valiant.

### 1942-1943
Jervis hoạt động trở lại vào cuối tháng 1 năm 1942, và đến tháng 4 nó tham gia Lực lượng Tấn công Malta. Nó đã tham gia các cuộc đổ bộ tại Sicily, Calabria, Salerno và Anzio, cũng như các chiến dịch tại khu vực biển Adriatic, hỗ trợ cho cả Tập đoàn quân 8 lẫn lực lượng du kích Nam Tư. Vào mùa Thu năm 1943, nó có mặt tại khu vực biển Aegean hỗ trợ cho các chiến dịch tại các đảo Dodecanese.

### 1944-1945
Tại Anzio vào tháng 1 năm 1944, đang khi hỗ trợ cho cuộc đổ bộ bằng hải pháo, Jervis cùng với tàu chị em Janus bị máy bay đối phương tấn công bẳng bom lượn Henschel Hs 293 điều khiển bằng vô tuyến. Cả hai đều bị đánh trúng; hầm đạn phía trước của Janus phát nổ, khiến nó đắm với tổn thất nhân mạng lên đến gần 160 người trong số thành viên thủy thủ đoàn; trong khi mũi tàu của Jervis bị thổi tung, buộc nó phải được kéo về khu vực hậu phương an toàn. Điều ngạc nhiên là không bị ai trong số thủy thủ đoàn bị thương trong sự kiện này, và nó còn cứu vớt trên 80 người sống sót từ Janus.
Quay trở về Anh cho một đợt tái trang bị, và không còn là soái hạm khu trục, Jervis đã hoạt động trong cuộc Đổ bộ Normandy dưới quyền chỉ huy của Thiếu tá Hải quân Roger Hill và trong giai đoạn kết thúc của cuộc chiến tranh. Nó được cho xuất biên chế vào tháng 9 năm 1944 và neo đậu tại Chatham để được tái trang bị và nâng cấp. Nhập biên chế trở lại vào tháng 5 năm 1945, Jervis tham gia các hoạt động tại Địa Trung Hải. Nó được đưa về lực lượng dự bị vào tháng 5 năm 1946, và tiếp tục phục vụ trong chín năm tiếp theo như một tàu huấn luyện học viên mới.
Jervis bị bán cho hãng W. H. Arnott, Young and Company Limited vào năm 1954, và bị tháo dỡ tại Troon, thuộc Firth of Clyde.

## "Lucky Jervis"
Jervis có được danh tiếng là một con tàu may mắn (so với tàu chị em Kelly, vốn gặp đủ loại bất hạnh). Cho dù có một quãng đời phục vụ tích cực kéo dài đến năm năm rưỡi và tham gia 13 chiến dịch lớn, không ai trong số thành viên thủy thủ đoàn tử trận do hoạt động của đối phương, có thể là một kỷ lục độc đáo. Ví dụ về sự may mắn này có thể kể đến hoạt động ngoài khơi Anzio, khi tàu chị em Janus bị đắm với tổn thất đến 160 người trong khi nó không mất người nào, cho dù cả hai đều bị trúng bom lượn.

## Phần thưởng
Jervis được tặng thưởng mười ba Vinh dự Chiến trận do thành tích phục vụ trong Thế Chiến II, một kỷ lục của các tàu khu trục Anh.
Chỉ có Orion và Nubian, vốn cùng phục vụ với Jervis tại Địa Trung Hải mới có được kỷ lục ngang bằng thành tích này; vốn chỉ đứng sau thành tích của thiết giáp hạm HMS Warspite, soái hạm của Hạm đội Địa Trung Hải nhưng phục vụ trong cả hai cuộc thế chiến.